# Вулиця Космонавтів (Одеса)
Вулиця Космонавтів — вулиця у місті Одеса в мікрорайоні Південно-Західний. Починається з першої станції Люстдорфської дороги, а закінчується біля Інглезі.

Вулиця виникла у 1960-х 1965-х роках, коли проводилася активна забудова Південно-Західного мікрорайону (відомий тепер як Черемушки).

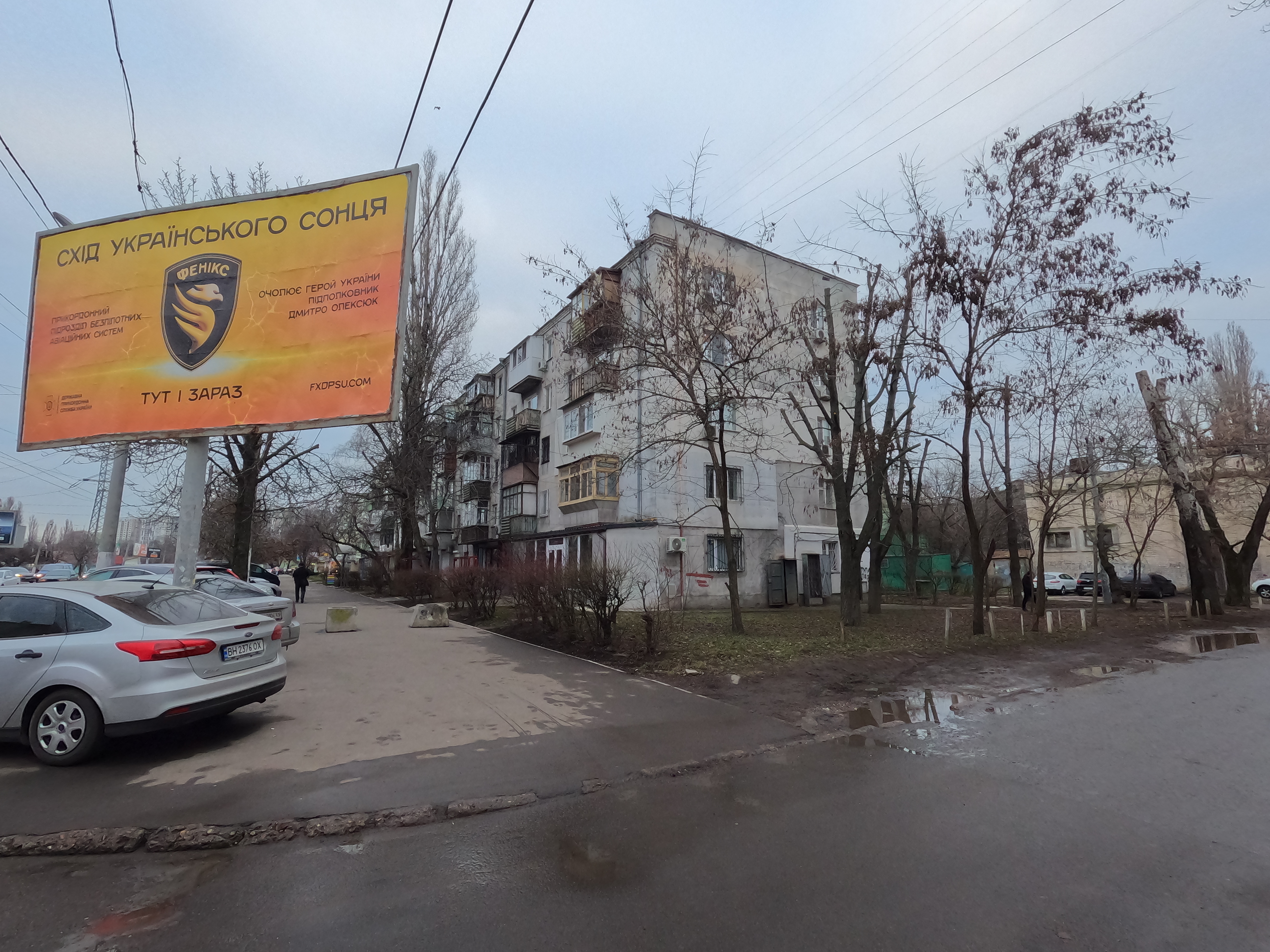
Будинок Космонавтів 1

## Галерея

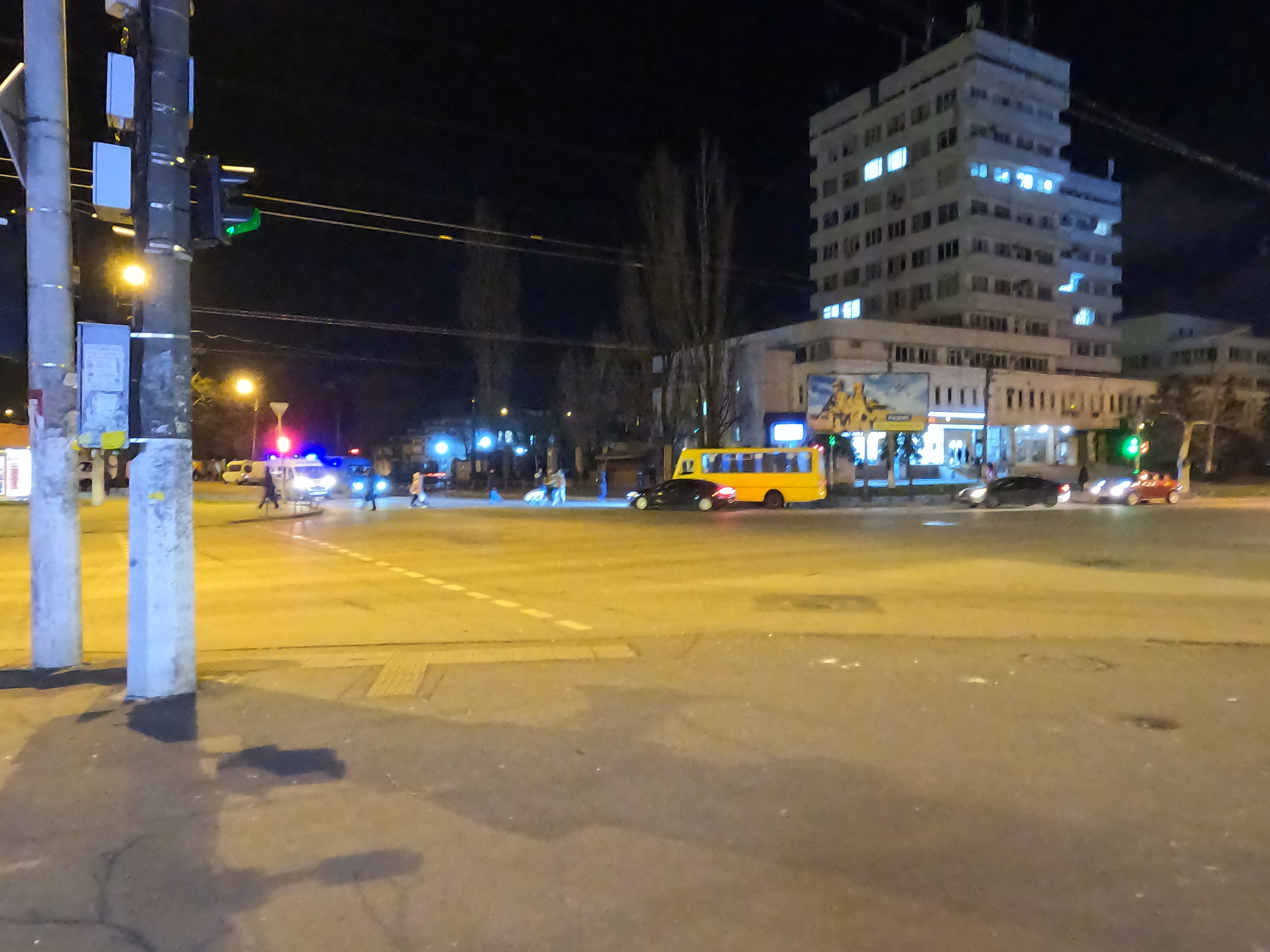
Вулиця Космонавтів \ Євгена Танцюри